# Night of Your Life (песня Давида Гетта)
«Night of Your Life» — промосингл французского диджея Давида Гетта при участии американской певицы Дженнифер Хадсон из его пятого студийного альбома Nothing but the Beat (2011).
В музыкальном плане «Night of Your Life» — это фьюче-соул-песня, в тексте которой Хадсон требует, чтобы её возлюбленный поклонялся ей как королеве. Музыкальные критики положительно оценили песню, похвалив вокальное исполнение Хадсона и отметив её как один из выдающихся треков из Nothing but the Beat. Критики также сравнили песню с песней Рианны «Only Girl (In the World)» (2010). В коммерческом плане «Night of Your Life» вошёл в топ-10 в Австрии и Норвегии, а также в топ-20 в Дании, Финляндии, Германии и Испании.

## Композиция
«Night of Your Life» — это фьюче-соул-песня. По словам Мелинды Ньюман из HitFix, в начале песни звучат ритмы, которые «слегка подпрыгивают, как разноцветные танцующие горошинки», прежде чем песня переходит в «ретро-звучание, когда Хадсон громко и чётко подпрыгивает». Том Юинг из The Guardian отметил, что песня имеет сходство с песней Рианны «Only Girl (In the World)» (2010). Женевьева Коски из The A.V. Club написала, что к песне, «Дженнифер Хадсон удается держать голову над волнами синтезаторов … усилив [её] вокал, чтобы соответствовать громким ритмам». Керри Мейсон из журнала Billboard написала, что песня «использует структуру, обычно предназначенную для хриплых напевов — трансовый вокал для большой комнаты — и добавляет огневой мощи Дженнифер Хадсон».

## Критика
Эрик Хендерсон из Slant Magazine написал, что песня была «единственной сравнительной изюминкой альбома», но назвал её «наглой подделкой» песни Рианны «Only Girl (In the World)». Роберт Копси из Digital Spy отметил её как одну из «выдающихся» песен альбома и написал, что «Хадсон привносит в „Night of Your Life“ стиль клубной классики». Джо Копплстоун из PopMatters отметил, что песни с альбома, такие как «Night of Your Life» и «Titanium», «напоминают о силе» предыдущих совместных работ Гетты с Келли Роуленд над «When Love Takes Over» (2009) и «Commander» (2010). Автор из Daily Herald похвалил вокал Хадсона на треке за «все нужные эмоции во всех нужных местах».
Пкбу из Samesame.com.au назвал «Night of You Life» «потрясающим синглом, готовым к радиоэфиру» и написала, что в «Night of Your Life» Хадсон демонстрирует «контрольную развязность, которая стала её визитной карточкой». Он также упомянул, что эта песня была лучше, чем что-либо с её второго студийного альбома, I Remember Me (2011). Бекки Бэйн из Idolator написал, что «это одна из самых изящных коллабораций», которые он слышал от Давида Гетта на данный момент. Бэйн также добавил, что было «освежающе» услышать Хадсон «в эйфорическом настроении вечеринки после её более сдержанных предложений с её последнего альбома, I Remember Me». Рич Лопес из Dallas Voice дал песне неоднозначную оценку и написал, что она «дилетантская и никогда не соответствует её таланту».

## Участники записи
- Давид Гетта — написание песни, продюсирование
- Давид Хачур — мастеринг
- Дженнифер Хадсон — вокал
- Кристил Джонсон — написание песни
- Энтони Престон — написание песни
- Флорент Сабатон — мастеринг
- Джорджио Туинфорт — написание песни, продюсирование[1]

## Чарты
| Чарт (2011)                                | Позиция |
| ------------------------------------------ | ------- |
| Австралия (ARIA)                           | 37      |
| Австрия (Ö3 Austria Top 40)                | 7       |
| Канада (Canadian Hot 100)                  | 30      |
| Дания (Tracklisten)                        | 15      |
| Финляндия (Suomen virallinen lista)        | 19      |
| Франция (SNEP)                             | 27      |
| Германия (GfK)                             | 12      |
| Ирландия (IRMA)                            | 46      |
| Италия (FIMI)                              | 16      |
| Люксембург (Billboard)                     | 6       |
| Новая Зеландия (Recorded Music NZ)         | 38      |
| Норвегия (VG-lista)                        | 9       |
| Шотландия (OCC Scotland)                   | 20      |
| Словакия (Rádio Top 100 Oficiálna)         | 76      |
| Испания (PROMUSICAE)                       | 18      |
| Швеция (Sverigetopplistan)                 | 31      |
| Швейцария (Schweizer Hitparade)            | 24      |
| Великобритания (OCC UK Dance)              | 9       |
| Великобритания (OCC UK Singles)            | 35      |
| США Billboard Hot 100                      | 81      |
| Venezuela Pop Rock General (Record Report) | 19      |